# Mặt tròn như mặt trăng
Mặt tròn như mặt trăng là triệu chứng mô tả khuôn mặt trở nên tròn trịa do mỡ tích tụ ở hai bên mặt.

## Triệu chứng và nguyên nhân
Mặt tròn như mặt trăng thường gặp ở bệnh nhân mắc hội chứng Cushing hoặc bệnh nhân điều trị bằng steroid (đặc biệt là corticosteroid). Đôi khi triệu chứng này được gọi là bộ mặt Cushing.
Mặt tròn như mặt trăng là một loại rối loạn phân bố mỡ do corticosteroid. Trong một nghiên cứu, triệu chứng "mặt tròn như mặt trăng" cùng với "bướu trâu" (bướu mỡ giữa 2 xương vai) có ở 47% trong số 820 bệnh nhân. Mặt tròn như mặt trăng là một trong những tác dụng phụ được báo cáo thường xuyên nhất ở những bệnh nhân dùng glucocorticoid toàn thân, cùng với mất ngủ (58%), rối loạn tâm trạng (50%) và chứng ăn nhiều (49%).
Một nghiên cứu trong thời gian dài khác trên 88 bệnh nhân dùng prednisone cho thấy 63% bệnh nhân có rối loạn phân bố mỡ, chẳng hạn như mặt tròn như mặt trăng. Đây là tác dụng phụ thường gặp nhất.

## Tỷ lệ mắc bệnh
Nguy cơ mắc triệu chứng mặt tròn như mặt trăng tăng lên khi dùng liều cao và thời gian điều trị bằng steroid lâu. Một nghiên cứu cho thấy nguy cơ mắc bệnh tăng cao ở phụ nữ, những người dưới 50 tuổi và những người có chỉ số BMI trước điều trị cao.

## Biến chứng
Sự thay đổi về hình dạng khuôn mặt này có thể gây khó chịu cho bệnh nhân dùng steroid. Các nghiên cứu trên 88 bệnh nhân cho thấy những người bị loạn dưỡng mỡ có nguy cơ mắc các đặc điểm của hội chứng chuyển hóa cao hơn như tăng huyết áp, tăng nồng độ glucose lúc đói, nồng độ triglyceride và cholesterol toàn phần cao và HDL-C thấp trong huyết tương.

## Điều trị
Ngừng điều trị bằng steroid hoặc điều trị nguyên nhân gây ra hội chứng Cushing có thể cải thiện khuôn mặt của bệnh nhân. Một nghiên cứu đề xuất rằng việc hạn chế lượng calories nạp vào cơ thể có thể làm giảm nguy cơ loạn dưỡng mỡ do corticosteroid gây ra.